# NGC 1106
NGC 1106 is een lensvormig sterrenstelsel in het sterrenbeeld Perseus. Het hemelobject werd op 18 september 1828 ontdekt door de Britse astronoom John Herschel.

## Synoniemen
- PGC 10792
- UGC 2322
- MCG 7-6-76
- ZWG 539.112
- IRAS02474+4127